# Associazione Sportiva Taranto 1966-1967
Questa pagina raccoglie le informazioni riguardanti l'Associazione Sportiva Taranto nelle competizioni ufficiali della stagione 1966-1967.

## Rosa
| N. |                   | Ruolo | Calciatore           |
| -- | ----------------- | ----- | -------------------- |
|    | Italia (bandiera) | D     | Alessandro Aldinucci |
|    | Italia (bandiera) | P     | Enrico Bastiani      |
|    | Italia (bandiera) | C     | Romeo Benetti        |
|    | Italia (bandiera) | A     | Bruno Beretti        |
|    | Italia (bandiera) | C     | Alvaro Biagini       |
|    | Italia (bandiera) | C     | Giovanni Cattai      |
|    | Italia (bandiera) | A     | Vito Colonna         |
|    | Italia (bandiera) | A     | Giorgio De Giuliani  |
|    | Italia (bandiera) | C     | Mario Fabrizi        |
|    | Italia (bandiera) | D     | Mario Jannarilli     |
|    | Italia (bandiera) | C     | Claudio Longo        |

| N. |                   | Ruolo | Calciatore        |
| -- | ----------------- | ----- | ----------------- |
|    | Italia (bandiera) | C     | Antonio Marangi   |
|    | Italia (bandiera) | D     | Alfredo Napoleoni |
|    | Italia (bandiera) | C     | Antonio Nicco     |
|    | Italia (bandiera) | A     | Diego Oreste      |
|    | Italia (bandiera) | A     | Pier Luigi Pucci  |
|    | Italia (bandiera) | P     | Aldo Raffaghelli  |
|    | Italia (bandiera) | D     | Raffaello Rondoni |
|    | Italia (bandiera) |       | Vincenzo Russo    |
|    | Italia (bandiera) | C     | Marco Tartari     |
|    | Italia (bandiera) | D     | Giulio Zignoli    |